# Elisabetta Dessy
Elisabetta Dessy (Roma, 28 novembre 1957) è una ex nuotatrice e modella italiana.

## Biografia
Nata a Roma nel 1957, è figlia di Giorgio Dessy e Amalia Acqua, contessa di Osimo, discendente dell'illustre famiglia di collezionisti che godette nobiltà presso lo stato Pontificio. Nel 1977 si sposa con il tuffatore Klaus Dibiasi, ma il matrimonio finirà dopo pochi anni.

## Attività sportiva
Tesserata per il Circolo Canottieri Aniene, fu parte della nazionale di nuoto dal 1971 al 1976, rappresentando l'Italia in oltre 15 occasioni.
Svolge i 100 m rana ed i 100 m stile libero agli Europei di Vienna nel 1974, emergendo al livello europeo. Fa parte della squadra nazionale nelle varie edizioni di Coppa Latina - a Marsiglia nel 1974, a Las Palmas nel 1975, ad Acapulco nel 1976; partecipa al Cinque Nazioni  a Järfälla, a Minsk, ad Erfurt ed a Nizza.
Con la staffetta 4 x 100 m stile libero vince la medaglia d'oro ai Giochi del Mediterraneo nel 1975 ad Algeri, mentre con i 100 m stile libero conquista la medaglia di bronzo.
Partecipa con la staffetta 4x100 m mista anche ai Giochi olimpici di Montreal 1976, stabilendo nella semifinale, il nuovo record italiano.
È stata campionessa italiana nei 100 m stile libero nel 1974, 1975 e nel 1976, nella staffetta 4 x 100 m stile libero nel 1972 e 1973 e nella staffetta 4 x 100 mista.

## Attività nella moda
Negli anni '70 sfila per i più grandi stilisti e brand di moda, tra i quali Gucci, Brioni, Salvatore Ferragamo, Rocco Barocco, Valentino, Renato Balestra, Roberto Capucci, Fendi, Moschino, Missoni, Trussardi, Giorgio Armani, Claude Montana, Emilio Pucci, Gianni Versace, Genny, Fausto Sarli, André Laug, Pino Lancetti, Irene Galitzine, Gianfranco Ferré e Krizia.
Nel 1979 è stata il volto delle campagne pubblicitarie di Salvatore Ferragamo, Sergio Rossi, Gucci, Valentino, Tiffany & Co e Van Cleef & Arpels.
Dopo una pausa dalla moda durata oltre 45 anni, nel 2020, ritorna sulle passerelle di Milano, Parigi, New York e Londra per Valentino, Cartier,  Maison Martin Margiela, Jean Paul Gaultier, Area, Jil Sander, Balmain, Zegna . A dicembre dello stesso anno è sulla copertina di Vanity Fair scattata da Ester Haase e curata da Simone Guidarelli. Negli ultimi anni Elisabetta Dessy ha figurato in numerose campagne pubblicitarie per Tod's, Brunello Cucinelli, Zara, Estée Lauder, Bulgari e Sonia Rykiel. 
È il volto del numero di aprile 2023 di Marie Claire Italia scattata da Henrik Blomqvist e del numero di ottobre 2023 di Vanity Fair scattata da Luigi and Iango, assieme alle top model Naomi, Claudia Schiffer, Iman, Helena Christensen, Twiggy, Carla Bruni, Amber Valletta, Cindy Crawford e Stephanie Seymour.
Elisabetta Dessy è la prima modella di oltre 60 anni a posare per il brand americano di lingerie Victoria's Secret.
Nel mese di marzo 2025 esce in edicola il numero di Elle che ritrae Elisabetta Dessy in cover per Balenciaga scattata da Rasmus Weng Karlsen, successivamente è Juergen Teller a ritrarre Elisabetta Dessy quale volto del Jubilee Issue 21 di Harpers Bazaar Italia assieme alle college Mariacarla Boscono, Alex Consani e Awar Odhiang. 
Elisabetta Dessy è rappresentata dalle agenzie Women (Milano, New York, Parigi e Los Angeles) ed Elite (Londra).

## Palmarès
nota: questa lista è incompleta
| Giochi olimpici         | 100 m stile libero | 4 × 100 m mista                             |
| 1976 Montréal Canada    | ---                | el. in batteria - 4'31"20 frazione: 1'00"45 |
| Giochi del Mediterraneo | 100 m stile libero | 4 × 100 m stile libero                      |
| 1975 Algeri Algeria     | Bronzo 1'02"57     | Oro 4'11"16                                 |

### Campionati italiani
2 titoli individuali e 2 in staffette, così ripartiti:
- 2 nei 100 m stile libero
- 2 nella staffetta 4×100 m stile libero

| Anno | Edizione    | st.libero 100 m | st.libero 4×100 m |
| ---- | ----------- | --------------- | ----------------- |
| 1972 | Estivi      | -               | 1                 |
| 1973 | Primaverili | -               | 1                 |
| 1975 | Estivi      | 1               | -                 |
| 1976 | Primaverili | 1               | -                 |